# Брандт, Роберт Вильгельмович
Роберт Вильгельмович (Вильямович) Брандт (1823 — 23 июля (5 июля) 1887, Рим) — русский художник немецкого происхождения.

## Биография
Родился в 1823 году в остзейской немецкой семье, вероятно, на острове Эзель (ныне — Сааремаа, Эстония). Учился живописи в Императорской академии художеств в Санкт-Петербурге под руководством Фёдора Бруни.
В 1851 году  Брандт получил от академии звание неклассного художника за картину, изображающую «эзельскую крестьянку народном костюме», а затем уехал за границу и с тех пор постоянно жил в Италии, преимущественно в Риме. Любимыми его сюжетами были виды итальянских местностей, типы итальянцев и итальянок и сцены из итальянской народной жизни; таких картин, начиная с 1852 года, Брандтом было написано более пятидесяти. В 1872 года Императорская академия художеств в Санкт-Петербурге избрала Брандта почётным вольным общником.
Изредка он из Рима присылал свои произведения на академические выставки: так, в 1859 году на ежегодной выставке были представлены его картины: «Разбитый кувшин» и «Вид в окрестностях Рима»; в 1860 году — две сцены из простонародного быта Римской Кампании: «Отдых пастушки» и «Римский прасол торгует ягнят у неаполитанского скотника»; в 1869 году — «Пейзаж Римской Кампании».
Эти картины Брандта были среди немногих, которые были выставлены в России. Большинство его работ было приобретено посещавшими Рим богатыми иностранцами, в основном, американцами и англичанами.
Брандт покончил жизнь самоубийством, живя в Риме, в 1887 году.